# 平安時代史料の一覧
平安時代史料の一覧（へいあんじだいしりょうのいちらん）は、日本の平安時代についての主な史料の一部を一覧にする。

## 六国史と編年史料
- 六国史
  - 『続日本紀』
  - 『日本後紀』
  - 『続日本後紀』
  - 『日本文徳天皇実録』
  - 『日本三代実録』
- 『日本紀略』
- 『類聚国史』
- 『扶桑略記』
- 『本朝世紀』
- 『百錬抄』
- 『大鏡』
- 『栄花物語』
- 『愚管抄』
- 『大日本史料』第1〜3編

## 法令類
- 『令義解』
- 『令集解』
- 三代格式
  - 『類聚三代格』
  - 『弘仁式』
  - 『貞観式』
  - 『延喜式』
- 『儀式』
- 『新抄格勅符抄』
- 『類聚符宣抄』
- 『法曹類林』
- 『政事要略』
- 『朝野群載』

等

## 真名日記
- 『寛平御記』　宇多天皇著
- 『延喜御記』　醍醐天皇著
- 『貞信公記』　藤原忠平著
- 『吏部王記』　重明親王著
- 『九暦』　藤原師輔著
- 『天暦御記』　村上天皇著
- 『親信卿記』　平親信著
- 『小右記』　藤原実資著
- 『権記』　藤原行成著
- 『御堂関白記』　藤原道長著
- 『左経記』　源経頼著
- 『寛弘御記』　一条天皇著
- 『春記』　藤原資房著
- 『範国記』　平範国著
- 『長暦御記』　後朱雀天皇著
- 『水左記』　源俊房著
- 『後冷泉天皇御記』　後冷泉天皇著
- 『帥記』　源経信著
- 『江記』　大江匡房著
- 『延久御記』　後三条天皇著
- 『後二条師通記』　藤原師通著
- 『中右記』　藤原宗忠著
- 『長秋記』　源師時著
- 『白河天皇御記』　白河天皇著
- 『殿暦』　藤原忠実著
- 『永昌記』　藤原為隆著
- 『堀河天皇御記』　堀河天皇著
- 『法性寺関白記』　藤原忠通著
- 『兵範記』　平信範著
- 『台記』　藤原頼長著
- 『山槐記』　藤原忠親著
- 『玉葉』　九条兼実著
- 『愚昧記』　三条実房著
- 『吉記』　藤原経房著
- 『仲資王記』　白川仲資王著

等

## 仮名日記
- 『かげろう日記』
- 『紫式部日記』
- 『和泉式部日記』

等

## 軍記物
→「軍記物」
- 『将門記』
- 『陸奥話記』